# Rheinhessische Bläserphilharmonie
Die Rheinhessische Bläserphilharmonie (RBP) ist ein sinfonisches Blasorchester des Vereins Carolus Magnus Ingelheimer Kaiserpfalz Bläser.

## Geschichte
Im Jahr 1974 wurden die Carolus Magnus Bläser gegründet. Ein Teil der Musiker trennte sich und gründete die Ingelheimer Kaiserpfalz Bläser. 1990 entstand aus beiden Gruppen der Verein Carolus Magnus Ingelheimer Kaiserpfalz Bläser (CMIKB) e.V.
Seit Gründung sind die CMIKB die katholische Kirchenmusik der Pfarrei Schwabenheim, sowie Mitglied im Diözesanverband der Bläserchöre im Bistum Mainz e.V. und im Kreismusikverband Rheinhessen e.V.
Zwischen 1996 und 2006 leitete Peter Vierneisel die Formation und entwickelte sie zu einem sinfonischen Blasorchester, das seit 2002 den Namen Rheinhessische Bläserphilharmonie trägt. Seit Juni 2006 steht die RBP unter der Leitung von Stefan Grefig. Die Musiker kommen aus dem Großraum Mainz/Ingelheim.

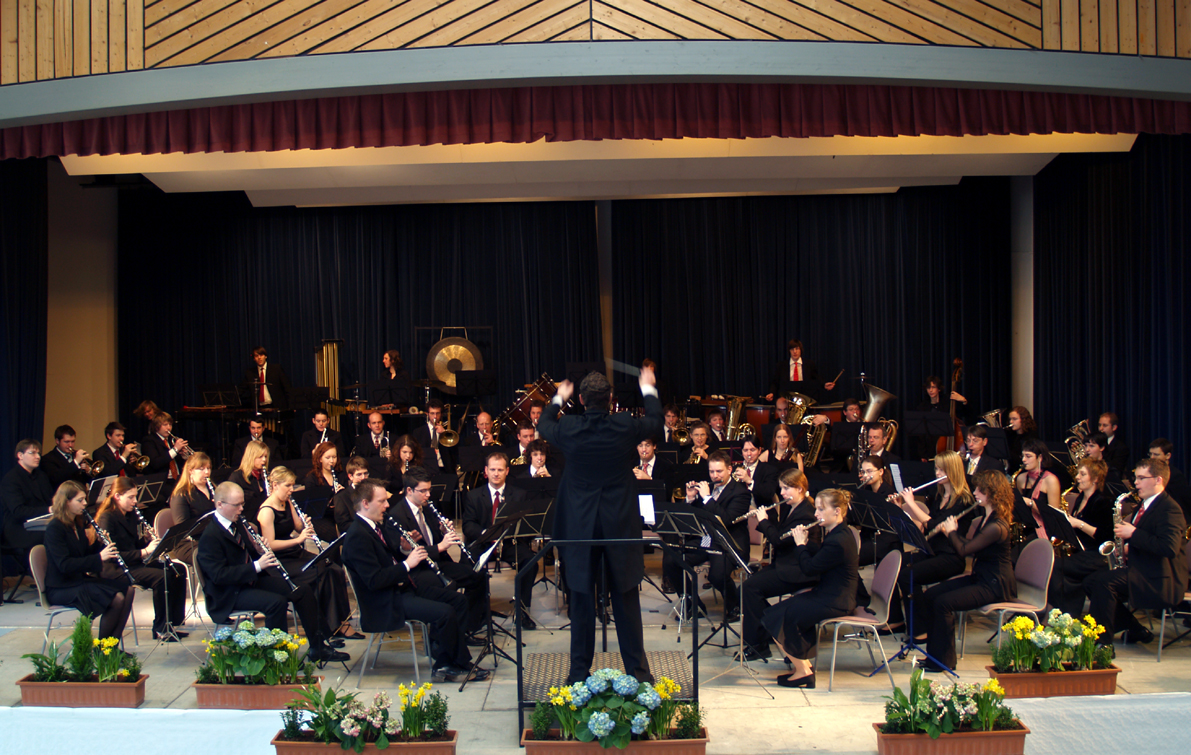
Rheinhessische Bläserphilharmonie bei der deutschen Erstaufführung von "Asgard"

## Musikalische Arbeit
Das Erarbeiten von Originalwerken der sinfonischen Bläsermusik und Transkriptionen sowie die Zusammenarbeit mit Solisten sind Schwerpunkte der Orchesterarbeit. Mit Jan Hendrik Rübel vom NDR-Rundfunkorchester Hannover wurde das Cellokonzert von Friedrich Gulda aufgeführt. Daneben arbeitete die RBP auch mit dem Posaunisten im RSO Stuttgart Frank Szathmáry-Filipitsch zusammen.
Das Orchester veranstaltet Jahreskonzerte in Stadecken-Elsheim mit etwa 1000 Zuhörern. Neben Tourneen im In- und Ausland erfolgten Rundfunkauftritte und die Einspielung von Tonträgern.
Auf den Internationalen Musiktagen Vöcklabruck/Österreich 2004 wurde die CD „Kontraste“ als bester Tonträger ausgezeichnet.
2010 gewann die RBP beim Landesmusikfest in Metzingen als punktbestes Orchester den Wettbewerb in der Höchststufe. Ein Jahr später erlangte das Orchester den Sieg in der Kategorie B1 Blasorchester des Landesorchesterwettbewerbs Rheinland-Pfalz. Damit qualifizierte sie sich für die Teilnahme am Deutschen Orchesterwettbewerb 2012 in Hildesheim, bei welchem sie dann den 3. Platz belegte.

## Musikalische Jugendarbeit
Neben der Arbeit an sinfonischer Bläsermusik bildet die instrumentale und orchestrale Jugendausbildung einen weiteren Schwerpunkt der Vereinsarbeit. Ca. 60 Kinder und Jugendliche erlernen  ein Blasinstrument oder Schlagwerk in der vereinseigenen Musikschule und werden in mehreren Jugendorchestern unter der Leitung von Daniel Klocker  an das Orchesterspiel herangeführt und ausgebildet. Die Jugendorchester konnten Wettbewerbserfolge, unter anderem bei BW-Musix, verzeichnen.

## Tonträger
- Antartica, 2000
- Kontraste, 2002
- Gemeinsam mit anderen Musikgruppen: Der musikalische Adventskalender, Verlag Hänssler Classic, Holzgerlingen, Vertrieb ICMedienhaus, 2007